# Johannes Ostermann
Johannes Andreas Ostermann (født 5. november 1809 i Søndbjerg på Thyholm, død 22. februar 1888 i Hillerød) var en dansk gymnasieoverlærer. Han var medlem af Den Grundlovgivende Rigsforsamling valgt i Frederiksborg Amts 3. distrikt (Hillerød) og medlem af Folketinget 1849–maj 1853 valgt i Frederiksborg Amts 3. valgkreds (Hillerødkredsen). Han genopstillede ikke ved valget i maj 1853 eller senere.
Ostermann var søn af sognepræst Andreas Ostermann. Faren blev forflyttet til Randlev Sogn i 1823, så Johannes Ostermann gik på Horsens Latinskole hvorfra han blev student i 1829.
Ostermann blev cand.philol. fra Københavns Universitet i 1838, adjunkt ved Metropolitanskolen 1840, overlærer ved Frederiksborg lærde Skole 1846, afsked og ridder af Dannebrog 1877.